# Humans Being
«Humans Being» — сорок шестой в общем и первый с альбома Best of, Volume I сингл хард-рок группы Van Halen, выпущенный 10 июля 1996 года на лейбле Warner Bros.

## О сингле
В январе 1996 года, когда группа отдыхала после окончания тура Balance «Ambulance» в ноябре 1995 года, менеджер Рэй Данниелс предложил Алексу Ван Халену и его брату Эдди написать песни для фильма «Twister».
Вокалист Сэмми Хагар не хотел работать с песнями, так как его беременная жена Кари должна была родить их ребенка в апреле, и он чувствовал, что Ван Халены должны исправить свои медицинские недуги — Эдди ходил с тростью на обезболивающих из-за травмы бедра, вызванной аваскулярным некрозом, а Алекс носил шейный бандаж из-за проблем с позвонками, вызванных различными травмами в течение многих лет. В конце концов он смягчился, когда Дэнниелс заговорил о финансовой выгоде песен.
«Humans Being», написана вместе с Алексом. Сэмми написал балладу с Эдди «Between Us Two». Первоначально была названа Сэмми «The Silent Extreme», но Алекс в конце концов дал ей новое название. Текст песни оказался главным источником разногласий.
Алекс позвонил режиссеру фильма Яну Де Бону, чтобы спросить его, насколько близко он хочет, чтобы текст был связан с контекстом фильма, на что Де Бон ответил: "О, пожалуйста, не пишите о торнадо. Я не хочу, чтобы это было повествованием для фильма. Хагар согласился, а потом попросил у Де Бонта несколько кадров из «Twister». Учитывая, что фильм был посвящен «увлечению людей страхом и тому, как он может засосать вас», он решил написать текст о том, как "иногда вы боитесь влюбиться в цыпочку, но она все равно засасывает вас. Де Бонт и Бадд Карр также прислали Хагару папку с терминами, используемыми охотниками за штормами, поскольку певец чувствовал, что может добавить тексты песен с такими терминами, как «suck zone». Братьям все еще не нравились первые тексты Хагара («небо становится черным/костяшки пальцев белеют/направляются в зону отсоса»), и ему пришлось придумывать новые.
Хагар хотел записать свой вокал с Гавайев, где они с женой договорились о естественных родах ребенка. Группа отказалась, желая, чтобы он работал с ними в студии Эдди 5150 в Лос-Анджелесе. После трех поездок в Калифорнию Хагар в конце концов решил вернуться с женой в свой дом в Сан-Франциско, чтобы держать ее рядом. После первых записей обеих песен Хагар уже собирался уехать на Гавайи, когда Эдди объявил, что они хотят бросить «Between Us Two» и вместо этого расширить «Humans Being». Хагар написал два стиха с продюсером Брюсом Фэрбэрном и записал их примерно за полтора часа до вылета на свой рейс. Когда потребовался второй трек, попытки вернуть Сэмми и переделать «Between Us Two» оказались безуспешными, поэтому Алекс и Эдди вместо этого записали инструментал под названием «Respect the Wind».
Billboard похвалил песню — «вкусные риффы и вокальная акробатика», но allmusic описал ее как «одну из худших песен Van Halen», панорамируя ее включение в Best of, Volume I.
Песня достигла #1 в чарте Billboard Mainstream Rock Tracks в течение двух недель, став их 11-м синглом, занявшим 1 место в этом чарте. В 1996 году он получил награду Metal Edge Readers Choice Award за «Лучшую песню из саундтрека к фильму».

## Список композиций
CD Япония
| №  | Название              | Длительность |
| -- | --------------------- | ------------ |
| 1. | «Humans Being» (Edit) | 3:42         |
| 2. | «Humans Being»        | 5:11         |
| 3. | «Respect the Wind»    | 5:47         |

CD США
| №  | Название              | Длительность |
| -- | --------------------- | ------------ |
| 1. | «Humans Being» (Edit) | 3:42         |
| 2. | «Humans Being»        | 5:11         |

## Участники записи
- Сэмми Хагар — вокал
- Эдди Ван Хален — электрогитара, бэк-вокал
- Майкл Энтони — бас-гитара, бэк-вокал
- Алекс Ван Хален — ударные